# Театр драмы (Арзамас)
Арзамасский театр драмы - основан в 1943 году. В период существования Арзамасской области с 1954 по 1957 гг. являлся областным театром. 
Театр выполняет важнейшую функцию в сфере культуры и просвещения города. Ежегодно на его сцене осуществляется постановка свыше 280 спектаклей, которые посещают за театральный сезон около 50 тысяч зрителей. Сегодня на сцене театра драмы можно увидеть не только драматические спектакли, но и различные комедии, сказки и драмы.

## Труппа театра
- Анастасия Зудкова
- Екатерина Главатских
- Тамара Гордиенко
- Михаил Денисов
- Александр Егоров
- Александр Кистерев
- Елена Лупачева
- Татьяна Нестерова, заслуженная артистка РФ
- Вячеслав Пичугин
- Михаил Польдяев
- Юлия Польдяева
- Юрий Рослов
- Елизавета Заторская
- Сергей Столяков
- Елена Стребкова
- Наталья Терентьева
- Людмила Шевченко, заслуженная артистка РФ
- Дмитрий Пивоваров
- Александра Пухова
- Ольга Горшкова
- Иван Пухов
- Артем Марышев
- Рамазан Турна
- Елена Марышева
- Кристина Фаер

## Репертуар[1]

### Вечерние спектакли
- 2017 — "Зыковы" М. Горький
- 2017 — "Мещанин во дворянстве" Ж.-Б. Мольер
- 2018 — "Тень" Е. Шварц
- 2018 — "На всякого мудреца довольно простоты" А. Островский
- 2019 — "Левша" Н. Лесков
- 2019 — "Антигона" Ж. Ануй
- 2020 — "Моя жена — лгунья" М.Мэйо, М.Эннекен
- 2020 — "Чайка" А. Чехов
- 2020 — "Трактирщица" К. Гольдони

### Детские спектакли
- 2002 — «Малыш и Карлсон» А. Линдгрен
- 2006 — «Снежная королева» Г.-Х. Андерсен
- 2008 — «Аленький цветочек» С. Аксаков
- 2009 — «Не хочу быть собакой!» С. Белов, С. Куваев
- 2011 — «Ловушка для Змея Горыныча» А. Расев
- 2012 — «Приключения хитрого Зайца» По мотивам русских народных сказок
- 2012 — «Чудесные каникулы» По мотивам русских народных сказок

Основное здание театра, показанное на фото, много лет не функционирует и не ремонтируется.